# The Riot Club
The Riot Club ist ein britischer Film von Lone Scherfig aus dem Jahr 2014. Er basiert auf dem Theaterstück Posh von Laura Wade, die auch das Drehbuch zum Film verfasste. In den Hauptrollen sind Max Irons und Sam Claflin zu sehen.

## Handlung
Der Film beginnt im Oxford des 18. Jahrhunderts. Ein junger Student, der sich selbst Lord Riot nennt, fällt seinem ausschweifenden Lebenswandel zum Opfer: Er wird beim Sex mit einer verheirateten Frau von deren Ehemann erwischt und erstochen. Seine Freunde gründen daraufhin den Riot Club, in den nur die klügsten und besten Studenten Oxfords aufgenommen werden sollen, und schwören, innerhalb dieses Clubs dem Lebenswandel ihres verstorbenen Freundes zu frönen. Danach setzt die eigentliche Handlung des Films im Oxford von heute ein.
Die beiden Oberschichtsprösslinge Alistair und Miles beginnen ihr Studium in Oxford. Miles findet schnell Anschluss und beginnt eine Beziehung mit Lauren, die ebenfalls neu in Oxford ist und aus einer niedrigeren sozialen Schicht kommt. Der schüchtern wirkende Alistair ist zunächst eher ein Einzelgänger. Ihr gemeinsames Tutorium endet häufig in wilden Diskussionen und Streitgesprächen, da Alistair politisch konservativ ist, während Miles eher linksgerichtet denkt.
Beide geraten in das Visier des Riot Club, der mit acht Mitgliedern zwei zu wenig zählt. Miles wird vom homosexuellen Hugo angeworben, der von Miles’ äußerer Erscheinung angezogen wird, Alistair wird von Harry angeworben, als dieser herausfindet, dass Alistairs Bruder Sebastian Ryle ist, der selbst lange Jahre Präsident des Riot Club war. Beide bestehen die Aufnahmeprüfungen, die aus verschiedenem Alkoholkonsum mit anschließender Wissensabfrage und öffentlichem Selbstbegießen mit einer Flasche Portwein bestehen. Als schließlich noch als Einführungsritual ihre Zimmer komplett verwüstet werden, sind sie offiziell Mitglieder des elitären Zirkels.
Bald darauf steht das alljährliche ausschweifende Dinner des Riot Club an. Zu diesem Zweck wurde ein separater Raum eines Pubs außerhalb von Oxford angemietet. Als alle Mitglieder anwesend sind, beginnt der exzessive Alkoholkonsum und das dekadente Essen. Bei einem weiteren Initiationsritus besiegt Miles Alistair, dessen Laune deswegen drastisch absinkt. Als Miles sich für kurze Zeit auf einem abseits stehenden Sofa niederlässt, schreibt Alistair in Miles’ Namen mit dessen Handy eine SMS an Lauren, sie möge ihn retten kommen.
Harry hat unterdessen eine Prostituierte namens Charlie organisiert, die zunächst vom Besitzer des Pubs hinausgeworfen wird, durch den Hintereingang aber dennoch Zutritt zur Veranstaltung bekommt. Sie weigert sich jedoch, unter dem Tisch die ganze Runde oral zu befriedigen, da sie dies als unter ihrer Würde ansieht, und verlässt das Dinner ungehalten, was unter einigen Mitgliedern für Unmut sorgt. Dieser wird weiter gesteigert, als festgestellt wird, dass bei den zehn abgesprochenen Geflügelsorten, die zum Essen serviert wurden, das Perlhuhn fehlt.
In der Gaststube des Pubs reagieren die anderen Gäste zunehmend verärgert auf den Lärm der Veranstaltung des Riot Club und den langsamen Service des Pubs, der hauptsächlich durch den Riot Club in Beschlag genommen wird. Als sich der Wirt beim Riot Club darüber beschwert, dass Gäste sein Pub verlassen, wird er von Dimitri kurzerhand für den entstandenen Schaden ausbezahlt.
Nun trifft Lauren ein. Miles ist überrascht, da er von der SMS an sie nichts weiß. Er bietet ihr an, ein Taxi für die Rückfahrt zu rufen. Jedoch bittet Harry sie zu bleiben und bietet ihr 300 Pfund für die Vollführung der von Charlie abgelehnten oralen Dienste. Dimitri sieht diesen Betrag als Beleidigung und erhöht das Angebot auf 27.000 Pfund. Da Miles sagt, es sei ihre Entscheidung, verlässt sie den Pub wütend und enttäuscht.
Durch den weiter steigenden Alkoholkonsum eskaliert der Abend immer mehr. Besonders Alistair wird zunehmend wütend auf die niedrigeren sozialen Schichten, personifiziert durch Charlie, die den Oralsex verweigerte, und den Wirt, der durch das mangelnde Perlhuhn gegen die Abmachungen verstoßen und sich dann auch noch über den Lärm beschwert hat. Die Mitglieder beginnen, den Raum komplett zu verwüsten. Lediglich Miles sitzt währenddessen nur auf seinem Stuhl. Als der Wirt den Raum betritt und sich weigert, sich für den entstandenen Schaden ohne weitere Konsequenzen auszahlen zu lassen, beginnt Alistair ihn zu verprügeln. Außer Hugo und Miles machen alle Mitglieder mit. Schließlich schlägt Alistair den Wirt mit einem Cricketschläger bewusstlos. Dies bringt die anderen Mitglieder wieder zur Besinnung und Miles ruft den Notarzt. Die Mitglieder des Riot Club werden festgenommen.
Am nächsten Tag kommen sie auf Kaution frei. Da sich der Wirt nicht erinnern kann, wer ihn genau geschlagen hat, beschließen sie, ein Mitglied zu opfern, um so den eigenen Schaden minimal zu halten. Die Wahl fällt auf Miles, da er als Letzter für den Club angeworben wurde. Nachdem allerdings unter den Fingernägeln des Wirts Hautpartikel Alistairs gefunden wurden, wird dieser festgenommen und als Einziger des Colleges verwiesen. Als Miles zu einem erneuten Treffen des Riot Club eingeladen wird, lehnt er ab. Alistair erhält schon bald ein Stellenangebot von Harrys Onkel, dem Parlamentsabgeordneten Jeremy Villiers.

## Hintergrund
- Seine Premiere feierte der Film am 6. September 2014 auf dem Toronto International Film Festival. In Großbritannien war er ab dem 20. September zu sehen. In Deutschland wurde er zunächst am 26. September beim Hamburg Film Festival gezeigt und startete dann am 9. Oktober offiziell in den Kinos.
- Der Film basiert auf dem erfolgreichen Theaterstück Posh von Laura Wade, das 2010 im Londoner Royal Court Theatre Premiere feierte und seinerseits auf dem Gebaren des realen Bullingdon Clubs basiert.
- Gedreht wurde der Film in Oxford, im Winchester College, in Wrotham Park und in London.
- Robert Pattinson, Sam Claflin, Douglas Booth und Max Irons waren ursprünglich für die Hauptrollen im Gespräch. Nur Pattinson wurde am Ende kein Teil des Casts.
- Nach Wilbur Wants to Kill Himself, An Education und Zwei an einem Tag ist The Riot Club Scherfigs vierter Film, der in Großbritannien spielt.

## Kritiken
Insgesamt wurde der Film positiv aufgenommen. Rotten Tomatoes zählt bei 33 Rezensionen 79 Prozent positiv.

„Trotz einer etwas simplen Polarisierung zwischen Normalvolk und Statuskönigen führt die Dänin Lone Scherfig […] die Begriffe von Gentleman und Elite überzeugend ad absurdum, zeigt aber auch die unverminderte Potenz eines sich selbst schützenden Systems. Der mit vielen interessanten und kompetenten britischen Newcomern besetzte Film kennt letztlich nur in den drei nennenswerten Frauenfiguren (Studentin, Wirtstochter, Escortgirl) und einem ohnmächtigen Gastwirt Charaktere, die sich mit Stärke und Moral die Sympathie des Zuschauers verdienen. Der Club selbst ist ein menschlicher Dschungel, den man nur mit der Machete in der Hand betreten möchte.“

„Die Dänin Lone Scherfig, die ihren Durchbruch einst als Dogma-Jüngerin mit Italienisch für Anfänger erlebte, hat ihr Wirken mittlerweile auf die britische Insel verlegt und gehört dort inzwischen fest zum filmischen Establishment. Nach dem oscarnominierten An Education und Zwei an einem Tag spielt auch ihr jüngstes Werk The Riot Club in England, dieses Mal jedoch in der Gegenwart. Diese Rückkehr in die heutige Zeit ist allerdings weit entfernt von einer Besinnung auf den ungeschliffen-unmittelbaren Dogma-Stil, vielmehr weht durch das dialogreiche Oberschichten-Drama der stete Hauch einer vermeintlich längst untergegangenen Epoche grenzenloser Dekadenz und Arroganz – womit auch gleich das Problem von Scherfigs Films umrissen ist: Sie zeigt uns einen Haufen Unsympathen (sehr höflich formuliert) dabei, die sich mit größter Selbstverständlichkeit für die Herren der Welt halten. Und wenn das fiese Treiben in der zweiten Hälfte doch noch eine teils packende Dynamik bekommt, ist das Interesse an den vor Borniertheit strotzenden Figuren beinahe schon erlahmt.“

„Immer wieder stockt einem der Atem, wenn der nächste in der Runde seine abgrundtiefe Bosheit oder Feigheit offenbart, rettende Ambivalenzen gibt es nicht – und weil im Leben kein reiches Arschloch je ausreichend bestraft wird, kommen die Schweine auch hier mit einem blauen Auge davon. Anders gesagt – dies ist ein lupenreiner, altertümlicher und ziemlich effektiver Propagandafilm: wir da unten, die da oben. Gut und böse, schwarz und weiß.“

„The Riot Club fasst das Thema härter an. Aber dann doch nicht so hart, dass Scherfig nicht ein Dutzend Gesichter auf die Leinwand bringen könnte, die deutlich attraktiver sind als die des realen ‚Bullingdon Club‘. Und der Film ist auch brav genug, um Max' Geliebte, eine Studentin aus der Arbeiterklasse, als moralisches Sprachrohr der – in diesem Film durchweg als tadellos und bodenständig gezeigten – Arbeiter- und Mittelklasse einzusetzen. Manchmal jedoch, vor allem wenn Nicht-Zugehörige des Zirkels für ihr Anderssein bitter bezahlen müssen, geht das Klassen-Melodram unter die Haut. Dann zeigt sich die seismographische Sensibilität dieser nicht groß angelegten und eher konventionell gefilmten Produktion: Sie wird zur universal lesbaren Studie einer sich von der Umwelt abspaltenden Gruppierung, die als zunehmend machtlose Kaste bei gleichwohl hohem Machtanspruch noch immer ihre Menschenverachtung in die Tat umsetzt.“

## Auszeichnungen und Nominierungen
- Abu Dhabi Film Festival 2014: nominiert für Bester narrativer Film